# Berchères-les-Pierres
Berchères-les-Pierres är en kommun i departementet Eure-et-Loir i regionen Centre-Val de Loire strax norr om centrala Frankrike. Kommunen ligger i kantonen Chartres-Sud-Est som tillhör arrondissementet Chartres. År 2022 hade Berchères-les-Pierres 1 000 invånare.

## Befolkningsutveckling
Antalet invånare i kommunen Berchères-les-Pierres
Referens:INSEE